# Таврія (Сімферополь)
Футбольний клуб «Таврія» — колишній український футбольний клуб із Сімферополя, АР Крим. Заснований у 1958 році, через анексією Криму Росією в 2014 році припинив своє існування. Відновлений у 2016 році, базувався в Херсонській області. В березні 2022 року через повномасштабне російське вторгнення в Україну клуб припинив роботу.
«Таврія» є першим чемпіоном незалежної України (1992 року) та володарем Кубка України 2009/10. Учасник Ліги чемпіонів УЄФА 1992/93, Кубку Інтертото 2008 та Ліги Європи УЄФА 2010/11. З 1992 до 2014 року «Таврія» безперервно виступала в українській Прем'єр-Лізі. У сезоні 2021/22 грала у Другій лізі України.

## Історія
Клуб засновано в 1958 році під назвою «Авангард». У 1963 році перейменовано на «Таврію». Команда була переможцем Першої ліги СРСР 1980 року, володарем Кубка УРСР 1974 року, тричі ставала чемпіоном УРСР (у 1973, 1985 та 1987 роках).

### Чемпіонати СРСР
| Результати | Результати                      | Результати | Результати | Результати | Результати | Результати | Результати | Результати | Результати | Результати | Результати                 | Результати                                                                                |
| Сезон      | Дивізіон                        | Команд     | Місце      | Матчі      | В          | Н          | П          | ГЗ         | ГП         | Очки       | Кубок                      | Примітки                                                                                  |
| ---------- | ------------------------------- | ---------- | ---------- | ---------- | ---------- | ---------- | ---------- | ---------- | ---------- | ---------- | -------------------------- | ----------------------------------------------------------------------------------------- |
| 1958       | Клас «Б»2-а зона                | 16         | 15         | 30         | 5          | 7          | 18         | 21         | 43         | 17         | 1/8 фіналу 2-ї зони        | «Авангард»                                                                                |
| 1959       | Клас «Б»4-а зона                | 15         | 12         | 28         | 6          | 9          | 13         | 20         | 38         | 21         | 1/2 фіналу 4-ї зони        |                                                                                           |
| 1960       | Клас «Б»2-а зона УРСР           | 19         | 11         | 36         | 12         | 8          | 16         | 42         | 55         | 32         |                            |                                                                                           |
| 1961       | Клас «Б»2-а зона УРСР           | 19         | 5          | 36         | 14         | 11         | 11         | 43         | 38         | 39         | 1/32 фіналу                |                                                                                           |
| 1962       | Клас «Б»3-я зона УРСР           | 13(6)      | 2(3)       | 24(10)     | 12(3)      | 7(4)       | 5(3)       | 34(12)     | 17(14)     | 31(10)     | 1/16 фіналуЗона УРСР       | В дужках Фінальний етап Зниження в зв'язку з реорганізацією                               |
| 1963       | Клас «Б»2-а зона УРСР           | 20         | 15         | 38         |            |            |            |            |            | 0          | 1/2 фіналу 2-а зона УРСР   | «Таврія»                                                                                  |
| 1964       | Клас «Б»3-я зона УРСР           | 16(41)     | 1(4)       | 30         |            |            |            |            |            | 0          | 1/2 фіналу 3-я зона УРСР   | В дужках підсумкове УРСР                                                                  |
| 1965       | Клас «Б»3-я зона УРСР           | 17(45)     | 1(4)       | 32         |            |            |            |            |            | 0          | фінал 3-я зона УРСР        | В дужках підсумкове (УРСР). Підвищення                                                    |
| 1966       | Клас «А» 2-а група 2-а підгрупа | 18         | 12         | 34         | 10         | 11         | 13         | 29         | 33         | 31         | 1/128 фіналу               |                                                                                           |
| 1967       | Клас «А» 2-а група 2-а підгрупа | 20         | 17         | 38         | 10         | 10         | 18         | 44         | 57         | 30         | 1/16 фіналу                |                                                                                           |
| 1968       | Клас «А» 2-а група 2-а підгрупа | 21         | 6          | 40         | 20         | 10         | 10         | 51         | 33         | 50         | 1/128 фіналу               |                                                                                           |
| 1969       | Клас «А» 2-а група 3-я підгрупа | 22         | 8          | 42         | 14         | 16         | 12         | 60         | 49         | 44         | 1/64 фіналу                | Пониження в зв'язку з реорганізацією                                                      |
| 1970       | Клас «А» 2-а група 1-а зона     | 22         | 2          | 42         |            |            |            |            |            | 0          | 1/16 фіналу                |                                                                                           |
| 1971       | Друга ліга                      | 26         | 5          | 50         |            |            |            |            |            | 0          | Кубок УРСР не розігрувався |                                                                                           |
| 1972       | Друга ліга1-а зона              | 23         | 3          | 44         |            |            |            |            |            | 0          | 1/4 фіналу УРСР            |                                                                                           |
| 1973       | Друга ліга1-а зона              | 23(7)      | 1(2)       | 44         |            |            |            |            |            | 0          |                            | Підвищення                                                                                |
| 1974       | Перша ліга                      | 20         | 6          | 38         | 18         | 6          | 14         | 74         | 55         | 42         | 1/16 фіналу                |                                                                                           |
| 1975       | Перша ліга                      | 20         | 7          | 38         | 17         | 8          | 13         | 58         | 46         | 42         | 1/16 фіналу                |                                                                                           |
| 1976       | Перша ліга                      | 20         | 4          | 38         | 17         | 12         | 9          | 59         | 32         | 46         | 1/8 фіналу                 |                                                                                           |
| 1977       | Перша ліга                      | 20         | 3          | 38         | 21         | 7          | 10         | 57         | 34         | 49         | 1/32 фіналу                |                                                                                           |
| 1978       | Перша ліга                      | 20         | 8          | 38         | 14         | 12         | 12         | 48         | 38         | 40         | 1/32 фіналу                |                                                                                           |
| 1979       | Перша ліга                      | 24         | 18         | 46         | 16         | 11         | 19         | 50         | 56         | 43         | Зональний турнір           | 8-а зона. 2-е місце                                                                       |
| 1980       | Перша ліга                      | 24         | 1          | 46         | 28         | 9          | 9          | 82         | 42         | 65         | 1/8 фіналу                 | Підвищення                                                                                |
| 1981       | Вища ліга                       | 18         | 17         | 34         | 8          | 7          | 19         | 27         | 54         | 23         | Зональний турнір           | Пониження                                                                                 |
| 1982       | Перша ліга                      | 22         | 13         | 42         | 17         | 7          | 18         | 58         | 50         | 41         | 1/4 фіналу                 |                                                                                           |
| 1983       | Перша ліга                      | 22         | 7          | 42         | 16         | 12         | 14         | 78         | 67         | 44         | 1/16 фіналу                |                                                                                           |
| 1984       | Перша ліга                      | 22         | 21         | 42         | 12         | 11         | 19         | 43         | 58         | 35         | 1/16 фіналу                | Пониження                                                                                 |
| 1985       | Друга ліга 6-а зона             | 14(14)     | 1 (1)      | 26(40)     | 17(24)     | 5(12)      | 4(4)       | 49(81)     | 19(40)     | 39(60)     | 1/64 фіналу                | Програш у стикових матчах У дужках Фінальний турнір з урахуванням Попереднього турніру    |
| 1986       | Друга ліга 6-а зона             | 14(14)     | 1(2)       | 26(40)     | 14(22)     | 10(15)     | 2(3)       | 68(102)    | 23(46)     | 38(59)     | 1/64 фіналу                | Проигрыш в стыковых матчах В скобочках Финальный турнир с учётом Предварительного турнира |
| 1987       | Друга ліга 6-а зона             |            | 1(1)       |            |            |            |            |            |            |            | Півфіналіст                | Підвищення                                                                                |
| 1988       | Перша ліга                      | 22         | 14         | 42         | 13         | 14         | 15         | 34         | 43         | 38         | 1/64 фіналу                |                                                                                           |
| 1989       | Перша ліга                      | 22         | 6          | 42         | 18         | 12         | 12         | 61         | 50         | 48         | 1/64 фіналу                |                                                                                           |
| 1990       | Перша ліга                      | 20         | 9          | 38         | 11         | 16         | 11         | 40         | 38         | 38         | 1/64 фіналу                |                                                                                           |
| 1991       | Перша ліга                      | 22         | 6          | 42         | 19         | 10         | 13         | 64         | 56         | 48         | 1/16 фіналу                | Вихід у Вищу лігу чемпіонату України                                                      |

Сімферопольська «Таврія» була заснована 1958 року на базі команди «Буревісник». Саме «Буревісник» 1957 року одержав право представляти Кримський півострів в класі «Б» (Друга Ліга СРСР з 1974 р.). Тоді керівництво радянського футболу вирішило розширити клас «Б», тому Криму було виділено одне місце. У той час чемпіоном півострова була команда «Буревісник», а володарем Кубку Криму була команда з Керчі. Тому було вирішено провести два матчі між сімферопольцями та керчанами. Сімферопольці перемогли в обох матчах і отримали путівку до зони «Б» СРСР.
В новому чемпіонаті кримчани виступали під назвою «Авангард». Перший матч відбувся 20 квітня 1958 року проти «Хіміка» (Ярославль). Команди зіграли в нічию. Старшим тренером команди був Микола Глєбов.
В чемпіонаті СРСР (в класі «Б») «Таврія» то опускалася, то піднімалася в турнірній таблиці. У 1962 році «Таврія» займає 3 місце і на чолі з Антоном Сочнєвим отримує першу бронзову нагороду, але перейти в клас «А» (Перша Ліга) їй так і не вдається. Тільки у 1965 році «Таврія» займає 4 місце і переходить до класу «А». За шість років (1966—1973) у класі «А» «Таврія» двічі завойовує срібні медалі (1970, 1973). І в 1974 році починає свій перший сезон у Першій Лізі чемпіонату СРСР та займає 6 місце. Наступні сезони в Першій Лізі «Таврія» проводить непогано і до 1979 року утримує свою позицію всередині турнірної таблиці. У 1977 році завойовує бронзову медаль у чемпіонаті. За результатами вдалого сезону «Таврію» відправили у турне «Мадагаскар — Сейшельські Острови — Танзанія».
|                                               | Більше запам'яталися футбольні матчі з місцевими командами. На Мадагаскарі був поєдинок, який проходив за температури +48 у затінку! Я, наприклад, три рази за гру нюхав нашатир. Умови такі були — близько до екватора, висока вологість. Ми з «Таврією» у 1976-у році були в Марокко, але там футболісти — не такі гренадери, як на Мадагаскарі. |
| — Сергій Каталімов — гравець «Таврії» 1976 р. | |

1979 рік був невдалий для кримчан: вони закінчують його на 18 місці, рятуючись цим від пониження в класі. Наступний сезон 1980 року був більш вдалим за п'ять матчів по закінченню сезону кримчани на чолі з Анатолієм Полосіним посідають 1 місце в Першій Лізі чемпіонату СРСР і отримують путівку у Вищу Лігу СРСР.
Вже в першій половині сезону (1981) елітного дивізіону «Таврія» посідає 7 місце. Вона гучно перемагає московське «Динамо» (1:0) та санкт-петербурзький «Зеніт» (0:2), але після останнього матчу проти «Динамо» (Мінськ) «Таврію» спіткала жахлива новина: на Севастопольському шосе потрапили в ДТП гравці Сергій Тунік, Віктор Корольов та Олександр Бережний. Через 10 днів помер Сергій Тунік, а через рік від травм — Віктор Корольов. Психологічний настрій команди погіршився і наступну половину сезону «Таврія» закінчила на 17 місці, обійшовши тільки «Пахтакор» (Ташкент).
| «Таврія»-1981 |
| Воротар: Віктор Юрковський. Захисники: Андрій Абжинов, Віктор Звягінцев, Сергій Каталимов, Віктор Корольов, Сергій Матухно, Олександр Умрихін, Сергій Туник, Олександр Бережний, Олександр Шудрик, Юрій Васильєв. Півзахисники: Віктор Галустов, Борис Маринцов, Сергій Причиненко, Володимир Причиненко, Володимир Синельник, Олег Серебрянський, Анатолій Сироватський. Нападники: Олександр Малишенко, Володимир Науменко, Валерій Петров, Юрій Ткачук. Старший тренер — Анатолій Полосін, начальник команди — Анатолій Глухоєдов, тренери — Віктор Орлов, Володимир Танський. |

Наступні три сезони у Першій Лізі чемпіонату СРСР «Таврія» проводить нестабільно: займає 13 місце (1982), 7 місце (1983) та 21 місце (1984) і переходить до Другої Ліги.
|                                                   | В цьому чемпіонаті ми у першій лізі СРСР зайняли 21-е місце з 22-х. У нас тоді була зміна поколінь, набрали багато хлопців з дубля. Починали цей турнір ми з тренером Геннадієм Логофетом. Він намагався прищепити нам спартаківський стиль — «угорки», контроль м'яча. У нас спочатку мало що виходило. Але коли його знімали з посади, особисто я плакав. Чесно! Тому що через 3 місяці занять нам дуже сподобалося грати в цьому стилі, який сповідував цей відмінний фахівець. |
| — Володимир Причиненко — гравець «Таврії» 1980 р. | |

Діаграма, що демонструє статистику виступів «Таврії» з 1958 р. по 1991 р.

У Другій Лізі команда двічі виграє срібні медалі (1985, 1986). У 1985 році «Таврія» виграє зональний турнір, однак до фінального протистояння програли путівку в Перший Дивізіон «Ростсельмашу». В 1987 році клуб із Сімферополя виборює золото чемпіонату СРСР Другої Ліги та прямує до Першого Дивизіону. Останні чотири сезони в чемпіонаті СРСР команда тримається всередині турнірної таблиці, займаючи 14 місце (1988), 6 місце (1989), 9 місце (1990), 6 місце (1991).
Останній матч в рамках чемпіонату СРСР відбувся 8 листопада 1991 року в Єкатеринбурзі з «Уралмашем» (2:6).
| Статистика виступів в Чемпіонатах СРСР | Статистика виступів в Чемпіонатах СРСР | Статистика виступів в Чемпіонатах СРСР | Статистика виступів в Чемпіонатах СРСР | Статистика виступів в Чемпіонатах СРСР | Статистика виступів в Чемпіонатах СРСР | Статистика виступів в Чемпіонатах СРСР |
| Ліга                                   | Матчі                                  | В                                      | Н                                      | П                                      | РМ                                     | Очки                                   |
| -------------------------------------- | -------------------------------------- | -------------------------------------- | -------------------------------------- | -------------------------------------- | -------------------------------------- | -------------------------------------- |
| Вища Ліга                              | 34                                     | 8                                      | 7                                      | 19                                     | 27-54                                  | 23                                     |
| Перша Ліга                             | 572                                    | 237                                    | 147                                    | 188                                    | 806-665                                | 619                                    |
| Друга Ліга                             | 152                                    | 80                                     | 36                                     | 36                                     | 282-147                                | 195                                    |
| Зона «А»                               | 196                                    | 75                                     | 62                                     | 59                                     | 254-209                                | 212                                    |
| Зона «Б»                               | 160                                    | 45                                     | 44                                     | 71                                     | 156-214                                | 134                                    |
| Всього                                 | 1114                                   | 445                                    | 296                                    | 373                                    | 1525−1289                              | 1183                                   |

Система нарахування очок: 2 за перемогу, 1 за нічию, 0 за поразку

### Кубки СРСР
Першим суперником «Таврії» в Кубку СРСР був запорізький «Металург», тоді в Другій Зоні Кубку УРСР 1/8 фіналу, кримчани програли (2:0).
Вже в 1961 році «Таврія» проходить два тури Зони 2 Кубка УРСР до 1/32 Кубка СРСР, де програє «Авангарду» з Краматорська. В 1976 році «Таврія» виходить до 1/8 Кубка СРСР, перемігши московський «Спартак» в 1/16 фіналу (3:4 д.ч.). Успіх повторюється в 1980 році, тоді «Таврія» в 1/8 фіналу програє «Динамо» (Тбілісі) з рахунком 0:4. У 1982 році «Таврія» доходить до 1/4 фіналу Кубка СРСР, де програє «Динамо» (Тбілісі) з рахунком 4:1. У 1987 році «Таврія» досягає найвищої сходинки Кубка СРСР, доходить до 1/2 фіналу, залишаючи позаду харківський «Металіст», одеський «Чорноморець», ташкентський «Пахтакор» та московський «Локомотив». Але пройти до фіналу таки не вдається: «Таврія» програє «Динамо» (Мінськ) з рахунком 0:2. У наступних сезонах «Таврії» не вдається пройти далі 1/64 фіналу. Тільки в сезоні 1990/1991 рр. «Таврія» проходить до 1/16 фіналу Кубка СРСР, де програє московському «Динамо». Останній матч в Кубку СРСР «Таврія» проводить 2 травня 1991 року проти вінницької «Ниви», у якому кримчани програють з рахунком 3:0.
| Статистика виступів у Кубку СРСР | Статистика виступів у Кубку СРСР | Статистика виступів у Кубку СРСР | Статистика виступів у Кубку СРСР | Статистика виступів у Кубку СРСР | Статистика виступів у Кубку СРСР | Статистика виступів у Кубку СРСР | Статистика виступів у Кубку СРСР |
| Сезон                            | Етап                             | Ігри                             | В                                | Н                                | П                                | РМ                               | Очки                             |
| -------------------------------- | -------------------------------- | -------------------------------- | -------------------------------- | -------------------------------- | -------------------------------- | -------------------------------- | -------------------------------- |
| 1958                             | 1/8 фіналу                       | 1                                | 0                                | 0                                | 1                                | 0−2                              | 0                                |
| 1959/60                          | Зона 4, 1/2 фіналу               | 1                                | 0                                | 0                                | 1                                | 0−3                              | 0                                |
| 1961                             | 1/32 фіналу                      | 3                                | 2                                | 0                                | 1                                | 4−1                              | 4                                |
| 1962                             | Зона УРСР, 1/16 фіналу           | 1                                | 0                                | 0                                | 1                                | 1−2                              | 0                                |
| 1963                             | Зона 2 УРСР, 1/2 фіналу          | 3                                | 2                                | 0                                | 1                                | 4−2                              | 4                                |
| 1964                             | Зона 3 УРСР, 1/2 фіналу          | 5                                | 2                                | 2                                | 1                                | 6−4                              | 6                                |
| 1965                             | Зона 3 УРСР, Фінал               | 6                                | 3                                | 2                                | 1                                | 11−6                             | 8                                |
| 1965/66                          | 1/128 фіналу                     | 1                                | 0                                | 0                                | 1                                | 2−3                              | 0                                |
| 1966/67                          | 1/16 фіналу                      | 4                                | 3                                | 0                                | 1                                | 6−3                              | 6                                |
| 1967/68                          | 1/128 фіналу                     | 1                                | 0                                | 0                                | 1                                | 1−2                              | 0                                |
| 1969                             | 1/64 фіналу                      | 2                                | 1                                | 0                                | 1                                | 3−3                              | 2                                |
| 1970                             | 1/16 фіналу                      | 5                                | 3                                | 0                                | 2                                | 8−6                              | 6                                |
| 1974                             | 1/16 фіналу                      | 4                                | 2                                | 1                                | 1                                | 7−5                              | 5                                |
| 1975                             | 1/16 фіналу                      | 2                                | 1                                | 0                                | 1                                | 5−3                              | 2                                |
| 1976                             | 1/8 фіналу                       | 3                                | 2                                | 0                                | 1                                | 7−4                              | 4                                |
| 1977                             | 1/32 фіналу                      | 1                                | 0                                | 0                                | 1                                | 1−1 (п. 5−6)                     | 0                                |
| 1978                             | 1/32 фіналу                      | 2                                | 0                                | 1                                | 1                                | 2−3                              | 0                                |
| 1979                             | Зона 8                           | 5                                | 3                                | 1                                | 1                                | 7−4                              | 7                                |
| 1980                             | 1/8 фіналу                       | 6                                | 3                                | 1                                | 1                                | 11−10                            | 7                                |
| 1981                             | Зона 7                           | 5                                | 3                                | 0                                | 2                                | 8−5                              | 6                                |
| 1982                             | 1/4 фіналу                       | 7                                | 4                                | 2                                | 1                                | 9−7                              | 10                               |
| 1983                             | 1/16 фіналу                      | 2                                | 1                                | 0                                | 1                                | 3−3                              | 2                                |
| 1984                             | 1/16 фіналу                      | 2                                | 1                                | 0                                | 1                                | 3−4                              | 2                                |
| 1984/85                          | 1/64 фіналу                      | 1                                | 0                                | 0                                | 1                                | 1−2                              | 0                                |
| 1985/86                          | 1/64 фіналу                      | 1                                | 0                                | 0                                | 1                                | 3−4                              | 0                                |
| 1986/87                          | 1/2 фіналу                       | 6                                | 5                                | 0                                | 1                                | 14−10                            | 10                               |
| 1987/88                          | 1/64 фіналу                      | 1                                | 0                                | 0                                | 1                                | 1−4                              | 0                                |
| 1988/89                          | 1/64 фіналу                      | 1                                | 0                                | 0                                | 1                                | 0−1                              | 0                                |
| 1989/90                          | 1/64 фіналу                      | 1                                | 0                                | 0                                | 1                                | 0−3                              | 0                                |
| 1990/91                          | 1/16 фіналу                      | 4                                | 3                                | 0                                | 1                                | 6−6                              | 6                                |
| 1991/92                          | 1/64 фіналу                      | 1                                | 0                                | 0                                | 1                                | 0−3                              | 0                                |
| Всього                           | 31 турнір                        | 88                               | 44                               | 18                               | 33                               | 140−123                          | 97                               |

Система нарахування очок: 2 за перемогу, 1 за нічию, 0 за поразку

### Чемпіонати України
| Результати                      | Результати           | Результати | Результати | Результати | Результати | Результати | Результати | Результати | Результати | Результати | Результати  | Результати      | Результати | Результати     |
| Сезон                           | Дивізіон             | Команд     | Місце      | Матчі      | В          | Н          | П          | ГЗ         | ГП         | Очки       | Кубок       | Європа          | Європа     | Примітки       |
| ------------------------------- | -------------------- | ---------- | ---------- | ---------- | ---------- | ---------- | ---------- | ---------- | ---------- | ---------- | ----------- | --------------- | ---------- | -------------- |
| 1992                            | Вища ліга (гр. «А»)  | 10 (2)     | 1(1)       | 18 (1)     | 11 (1)     | 6 (0)      | 1 (0)      | 30 (1)     | 9 (0)      | 28 (2)     | 1/16 фіналу |                 |            | У дужках фінал |
| 1992/93                         | Вища ліга            | 16         | 10         | 30         | 11         | 4          | 15         | 30         | 39         | 26         | 1/8 фіналу  | Ліга чемпіонів  | 1-й раунд  |                |
| 1993/94                         | Вища ліга            | 18         | 8          | 34         | 12         | 10         | 12         | 41         | 34         | 34         | Фіналіст    |                 |            |                |
| 1994/95                         | Вища ліга            | 18         | 5          | 34         | 17         | 8          | 9          | 61         | 37         | 59         | Півфінал    |                 |            |                |
| 1995/96                         | Вища ліга            | 18         | 12         | 34         | 12         | 8          | 14         | 46         | 46         | 44         | 1/4 фіналу  |                 |            |                |
| 1996/97                         | Вища ліга            | 16         | 6          | 30         | 13         | 5          | 12         | 36         | 46         | 44         | 1/16 фіналу |                 |            |                |
| 1997/98                         | Вища ліга            | 16         | 14         | 30         | 8          | 9          | 13         | 35         | 41         | 33         | 1/8 фіналу  |                 |            |                |
| 1998/99                         | Вища ліга            | 16         | 9          | 30         | 10         | 7          | 13         | 33         | 39         | 37         | 1/4 фіналу  |                 |            |                |
| 1999/00                         | Вища ліга            | 16         | 13         | 30         | 7          | 8          | 15         | 32         | 51         | 29         | 1/8 фіналу  |                 |            |                |
| 2000/01                         | Вища ліга            | 14         | 7          | 26         | 8          | 9          | 9          | 24         | 31         | 33         | 1/8 фіналу  |                 |            |                |
| 2001/02                         | Вища ліга            | 14         | 7          | 26         | 8          | 6          | 12         | 27         | 36         | 30         | 1/8 фіналу  | Кубок Інтертото | 3-й раунд  |                |
| 2002/03                         | Вища ліга            | 16         | 9          | 30         | 9          | 7          | 14         | 36         | 50         | 34         | 1/16 фіналу |                 |            |                |
| 2003/04                         | Вища ліга            | 16         | 12         | 30         | 7          | 11         | 12         | 22         | 28         | 32         | 1/4 фіналу  |                 |            |                |
| 2004/05                         | Вища ліга            | 16         | 7          | 30         | 11         | 9          | 10         | 34         | 28         | 42         | 1/4 фіналу  |                 |            |                |
| 2005/06                         | Вища ліга            | 16         | 7          | 30         | 11         | 6          | 13         | 29         | 31         | 39         | 1/8 фіналу  |                 |            |                |
| 2006/07                         | Вища ліга            | 16         | 5          | 30         | 12         | 6          | 12         | 32         | 30         | 42         | Півфінал    |                 |            |                |
| 2007/08                         | Вища ліга            | 16         | 5          | 30         | 13         | 8          | 9          | 38         | 40         | 47         | 1/4 фіналу  |                 |            |                |
| 2008/09                         | Прем'єр-ліга         | 16         | 8          | 30         | 10         | 7          | 13         | 41         | 45         | 37         | 1/4 фіналу  | Кубок Інтертото | 3-й раунд  |                |
| 2009/10                         | Прем'єр-ліга         | 16         | 6          | 30         | 12         | 9          | 9          | 38         | 38         | 45         | Володар     |                 |            |                |
| 2010/11                         | Прем'єр-ліга         | 16         | 7          | 30         | 10         | 9          | 11         | 44         | 46         | 39         | 1/16 фіналу | Ліга Європи     | 4-й раунд  |                |
| 2011/12                         | Прем'єр-ліга         | 16         | 6          | 30         | 12         | 9          | 9          | 43         | 36         | 45         | 1/16 финала |                 |            |                |
| 2012/13                         | Прем'єр-ліга         | 16         | 11         | 30         | 10         | 5          | 15         | 27         | 46         | 32         | 1/4 фіналу  |                 |            | Знято 3 очки   |
| 2013/14                         | Прем'єр-ліга         | 16         | 15         | 28         | 2          | 4          | 22         | 15         | 46         | 10         | 1/16 фіналу |                 |            |                |
| не мав професіонального статусу |                      |            |            |            |            |            |            |            |            |            |             |                 |            |                |
| 2016/17                         | Аматори (гр. 2)      | 11         | 9          | 20         | 6          | 6          | 8          | 31         | 37         | 24         | —           |                 |            |                |
| 2017/18                         | Друга ліга (гр. «Б») | 12         | 4          | 33         | 18         | 7          | 8          | 59         | 33         | 61         | 1/8 фіналу  |                 |            |                |
| 2018/19                         | Друга ліга (гр. «Б») | 10         | 7          | 27         | 6          | 12         | 9          | 30         | 35         | 30         | 1/32 фіналу |                 |            |                |
| 2019/20                         | Друга ліга (гр. «Б») | 11         | 8          | 20         | 5          | 2          | 13         | 12         | 35         | 17         | 1/32 фіналу |                 |            |                |
| 2020/21                         | Друга ліга (гр. «Б») | 13         | 4          | 22         | 12         | 6          | 4          | 41         | 22         | 42         | 1/32 фіналу |                 |            |                |
| 2021/22                         | Друга ліга (гр. «Б») | 16         | 5          | 19         | 9          | 6          | 4          | 28         | 19         | 33         | 1/16 фіналу |                 |            |                |

Перший чемпіонат України з футболу відбувся 1992 року, Україна проводила по системі «осінь-весна», і для того, щоб синхронізувати його з єврокубковим сезоном і більшістю європейських чемпіонатів, чемпіонат тривав всього півроку. 20 команд були розбиті на дві групи. Переможці групи в очному поєдинку виявляли чемпіона. Під керівництвом Анатолія Заяєва, «Таврія» виступала в групі «А». Перший матч «Таврія» зіграла проти «Торпедо» з Запоріжжя та по ходу поєдинку перемогла з рахунком 2:0. За підсумками сезону «Таврія» зайняла перше місце пропустивши при цьому найменшу кількість голів (9).
В очному поєдинку «Таврія» перемогла київське «Динамо» з рахунком (1:0) і стала Першим чемпіоном незалежної України з футболу завдяки голу Сергія Шевченка.
| Статистика виступів в сезоні 1992 року | Статистика виступів в сезоні 1992 року | Статистика виступів в сезоні 1992 року | Статистика виступів в сезоні 1992 року | Статистика виступів в сезоні 1992 року | Статистика виступів в сезоні 1992 року | Статистика виступів в сезоні 1992 року | Статистика виступів в сезоні 1992 року |
| Місце                                  | Команда                                | Ігри                                   | В                                      | Н                                      | П                                      | РМ                                     | Очки                                   |
| -------------------------------------- | -------------------------------------- | -------------------------------------- | -------------------------------------- | -------------------------------------- | -------------------------------------- | -------------------------------------- | -------------------------------------- |
| 1                                      | «Таврія»                               | 18                                     | 11                                     | 6                                      | 1                                      | 30−9                                   | 28                                     |
| 2                                      | Шахтар                                 | 18                                     | 10                                     | 6                                      | 2                                      | 31−10                                  | 26                                     |
| 3                                      | Чорноморець                            | 18                                     | 9                                      | 7                                      | 2                                      | 30−12                                  | 25                                     |
| 4                                      | Торпедо                                | 18                                     | 6                                      | 7                                      | 5                                      | 21−16                                  | 19                                     |
| 5                                      | Металург                               | 18                                     | 6                                      | 6                                      | 6                                      | 20−19                                  | 18                                     |
| 6                                      | Карпати                                | 18                                     | 5                                      | 6                                      | 7                                      | 15−18                                  | 16                                     |
| 7                                      | Кремінь                                | 18                                     | 4                                      | 8                                      | 6                                      | 17−23                                  | 16                                     |
| 8                                      | Нива                                   | 18                                     | 5                                      | 4                                      | 9                                      | 18−33                                  | 14                                     |
| 9                                      | Евіс                                   | 18                                     | 3                                      | 4                                      | 11                                     | 12−29                                  | 10                                     |
| 10                                     | Темп                                   | 18                                     | 2                                      | 4                                      | 12                                     | 9−34                                   | 8                                      |

| 21 червня 1992 |

| «Таврія» (Сімферополь) | 1:0      | «Динамо» (Київ) |
| ---------------------- | -------- | --------------- |
| Шевченко Сергій 75'    | протокол |                 |

| Львів, стадіон «Україна» Глядачів: 36 000 Арбітр: П'яних Володимир (Донецьк) |

За перемогу в першості футболістам «Таврії» було вручено спеціальний кубок Федерації та грошову премію на суму 150 тисяч карбованців від комерційного банку «Інко». У сімферопольців також виявилася краща різниця забитих і пропущених м'ячів +22 (31-9), а їх форвард Юрій Гудименко, як головний бомбардир чемпіонату, отримав 30 тисяч карбованців від «Української фінансової групи».
Рекордсмен за кількістю зіграних матчів Андрій Опарін — в його активі 253 матчі. Рекорд по найбільшій кількості голів за один сезон належить Олексію Антюхіну (18 м'ячів, 94/95). Найбільша перемога — 7:0 («Верес», 1995 рік). Найбільша поразка — 1:8 («Металург» З, 1997 рік).
В 2014 році клуб припинив своє існування через анексію Кримського півострову Росією. В 2016 році був відновлений в місті Берислав, Херсонська область.
Після відновлення клубу «Таврія» взяла участь у Чемпіонаті України серед аматорів 2016/17 і посіла у ньому 9 місце у групі 2.
Влітку 2017 року «Таврія» отримала статус професійного клубу та у сезоні 2017/18 виступала у групі Б Другої ліги України. За підсумками сезону команда зайняла 4 місце у групі, поступившись команді «Енергія» (Нова Каховка), що посіла третю сходинку у таблиці, через гіршу різницю забитих та пропущених м'ячів.

### Кубки України
Перший матч в турнірі команда зіграла 16 лютого 1992 року в гостях у севастопольської «Чайки» і перемогла з рахунком 2:0.
Усього в розіграшах Кубка України команда зіграла 92 гри. Найвище досягнення в Кубку — перемога в сезоні 2009/10.
| Результати | Результати  | Результати | Результати | Результати | Результати | Результати | Результати |
| Сезон      | Етап        | Ігри       | В          | Н          | П          | РМ         | Очки       |
| ---------- | ----------- | ---------- | ---------- | ---------- | ---------- | ---------- | ---------- |
| 1992       | 1/16 фіналу | 2          | 1          | 0          | 1          | 3−3        | 3          |
| 1992/1993  | 1/8 фіналу  | 4          | 1          | 2          | 1          | 5−5        | 5          |
| 1993/1994  | Фінал       | 10         | 5          | 4          | 1          | 15−4       | 19         |
| 1994/1995  | 1/2 фіналу  | 8          | 4          | 2          | 2          | 12−8       | 14         |
| 1995/1996  | 1/4 фіналу  | 3          | 2          | 0          | 1          | 4−2        | 6          |
| 1996/1997  | 1/16 фіналу | 1          | 0          | 0          | 1          | 0−1        | 0          |
| 1997/1998  | 1/8 фіналу  | 4          | 3          | 0          | 1          | 4−2        | 9          |
| 1998/1999  | 1/4 фіналу  | 6          | 4          | 1          | 1          | 10−5       | 13         |
| 1999/2000  | 1/8 фіналу  | 2          | 1          | 0          | 1          | 2−4        | 3          |
| 2000/2001  | 1/8 фіналу  | 2          | 1          | 0          | 1          | 5−3        | 3          |
| 2001/2002  | 1/8 фіналу  | 2          | 1          | 0          | 1          | 3−3        | 3          |
| 2002/2003  | 1/16 фіналу | 2          | 1          | 1          | 0          | 2−1        | 4          |
| 2003/2004  | 1/4 фіналу  | 5          | 2          | 1          | 2          | 8−8        | 7          |
| 2004/2005  | 1/4 фіналу  | 5          | 2          | 1          | 2          | 6−10       | 7          |
| 2005/2006  | 1/8 фіналу  | 3          | 2          | 0          | 1          | 8−2        | 6          |
| 2006/2007  | 1/2 фіналу  | 7          | 5          | 2          | 0          | 15−6       | 17         |
| 2007/2008  | 1/4 фіналу  | 4          | 2          | 1          | 1          | 3−3        | 7          |
| 2008/2009  | 1/4 фіналу  | 3          | 2          | 0          | 1          | 6−2        | 6          |
| 2009/2010  | Переможець  | 5          | 5          | 0          | 0          | 17−5       | 15         |
| 2010/2011  | 1/16 фіналу | 1          | 0          | 0          | 1          | 1−4        | 0          |
| 2011/2012  | 1/16 фіналу | 1          | 0          | 0          | 1          | 0−2        | 0          |
| 2012/2013  | 1/4 фіналу  | 3          | 2          | 0          | 1          | 6−3        | 6          |
| 2013/2014  | 1/16 фіналу | 1          | 0          | 0          | 1          | 1−3        | 0          |
| 2017/2018  | 1/8 фіналу  | 4          | 3          | 0          | 1          | 8−8        | 9          |
| 2018/2019  | 1/32 фіналу | 2          | 1          | 0          | 1          | 3−3        | 3          |
| 2019/2020  | 1/32 фіналу | 2          | 1          | 0          | 1          | 7−3        | 3          |
| 2020/2021  | 1/32 фіналу | 2          | 1          | 0          | 1          | 3−5        | 3          |
| 2021/2022  | 1/32 фіналу | 3          | 2          | 0          | 1          | 7−5        | 6          |
| Всього     | 28 турнірів | 97         | 54         | 15         | 28         | 164−113    | 177        |

## Єврокубки
Ліга чемпіонів УЄФА:
| Сезон   | Раунд            | Країна    | Клуб    | Вдома | В гостях | Сума двох матчів |
| ------- | ---------------- | --------- | ------- | ----- | -------- | ---------------- |
| 1992/93 | Попередній раунд | Ірландія  | Шелбурн | 2:1   | 0:0      | 2:1              |
| 1992/93 | Перший раунд     | Швейцарія | Сьйон   | 1:3   | 1:4      | 2:7              |

Ліга Європи УЄФА:
| Сезон   | Раунд         | Країна    | Клуб    | Вдома | В гостях | Сума двох матчів |
| ------- | ------------- | --------- | ------- | ----- | -------- | ---------------- |
| 2010/11 | Раунд плей-оф | Німеччина | Баєр 04 | 1:3   | 0:3      | 1:6              |

## Досягнення
Вища ліга чемпіонату України:
- Переможець: 1992

Кубок України:
- Володар: 2009/10
- Фіналіст: 1993/94

Суперкубок України:
- Фіналіст: 2010

Кубок СРСР:
- Півфіналіст: 1986/87

Перша ліга СРСР:
- Переможець: 1980

Чемпіонат УРСР:
- Переможець (3): 1973, 1985, 1987
- Срібний призер (2): 1970, 1986
- Бронзовий призер: 1972

Кубок УРСР:
- Володар: 1974

Відкритий кубок Асоціації футболу АР Крим:
- Переможець: 2021
- Срібний призер: 2017
- Бронзовий призер: 2018

## Рекордсмени «Таврії» в чемпіонаті України
Станом на 10 квітня 2020 року
| №  | Гравець            | Період виступів                             | Позиція | Матчів |
| -- | ------------------ | ------------------------------------------- | ------- | ------ |
| 1  | Опарін Андрій      | 1992—1996, 1997—2002                        | ПЗ      | 263    |
| 2  | Гайдаш Олександр   | 1992, 1993—1996, 1997—1999, 2001, 2003—2004 | НП      | 218    |
| 3  | Єсін Сергій        | 1992—1999, 2000, 2003, 2004, 2005           | ПЗ      | 208    |
| 4  | Кунденок Олександр | 1992, 1994—1999, 2000                       | ПЗ      | 202    |
| 5  | Донюшкін Юрій      | 1996—2001, 2002—2003, 2004                  | ЗХ      | 188    |
| 6  | Гігіадзе Васіл     | 2000—2003, 2005, 2008—2012                  | НП      | 176    |
| 7  | Ковпак Олександр   | 2004, 2006—2009, 2010                       | НП      | 155    |
| 8  | Волков Ігор        | 1992—1997, 1998                             | ЗХ      | 154    |
| 9  | Любенович Желько   | 2006—2010, 2011                             | ПЗ      | 148    |
| 10 | Голайдо Денис      | 2002—2004, 2005, 2007—2010, 2011            | ПЗ      | 143    |

| № | Гравець            | Період виступів                             | Позиція | Голів | Матчів |
| - | ------------------ | ------------------------------------------- | ------- | ----- | ------ |
| 1 | Гайдаш Олександр   | 1992, 1993—1996, 1997—1999, 2001, 2003—2004 | НП      | 86    | 218    |
| 2 | Антюхін Олексій    | 1993—1996, 1999—2001                        | НП      | 53    | 128    |
| 3 | Ковпак Олександр   | 2004, 2006—2009, 2010                       | НП      | 46    | 155    |
| 4 | Гігіадзе Васіл     | 2000—2003, 2005, 2008—2012                  | НП      | 41    | 176    |
| 5 | Ідахор Лакі        | 1996—2001, 2002—2003, 2004                  | НП      | 38    | 132    |
| 6 | Кунденок Олександр | 2006, 2007—2011, 2012                       | ПЗ      | 35    | 202    |
| 7 | Гоменюк Володимир  | 2004—2008, 2009                             | НП      | 27    | 96     |
| 8 | Осіпов Олексій     | 1997—2000, 2002—2004, 2005—2007             | ПЗ      | 23    | 109    |
| 9 | Фурсов Володимир   | 1993—1997                                   | НП      | 19    | 82     |
| 9 | Фещук Максим       | 2008, 2009—2013                             | НП      | 19    | 106    |
| 9 | Опарін Андрій      | 1992—1996, 1997—2002                        | ПЗ      | 19    | 263    |

## Стадіони
У 1967—2014 роках «Таврія» проводила домашні матчі на стадіоні «Локомотив», розташованому в центральному районі Сімферополя. Після реконструкції в 2004 році стадіон став вміщати 19 978 глядачів. Це був один з двох стадіонів України, де свої матчі проводила збірна СРСР.
У 2016—2020 роках команда грала свої домашні матчі на стадіоні «Машинобудівник» в місті Берислав Херсонської області.
З серпня 2020 року домашньою ареною «Таврії» є стадіон «Мар'янівський» у селі Мар'янівка Каховського району Херсонської області.

## Уболівальники

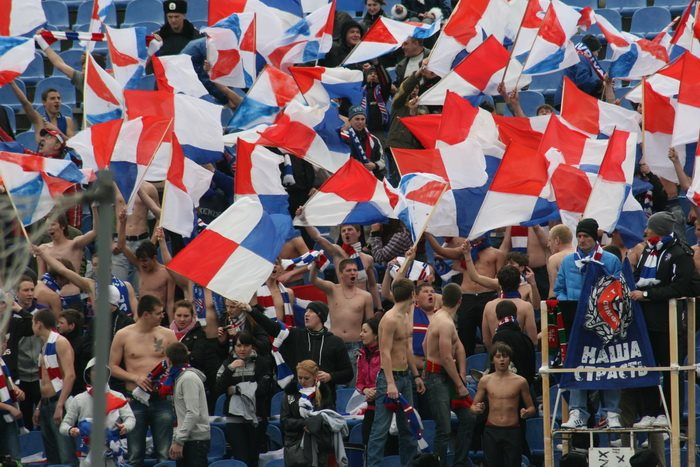
Фан-сектор «Таврії»

«Таврія» — найпопулярніший футбольний клуб Криму, хоча серед футбольних фанів півдня України рівень підтримки команди невисокий і становить 2,5 %, як свідчить опитування Київського міжнародного інституту соціології, проведене 2011 року. «Таврія» ніколи не була серед лідерів за відвідуванням домашніх матчів, однак у деяких сезонах (кінець 1990-х — середина 2000-х) середня відвідуваність становила понад 8 тисяч осіб.
Ультрас «Таврії» збиралися на 5-му та 9-му секторах стадіону «Локомотив». Кількість людей на фанатських секторах коливалася від кількох сотень до тисячі. Після того, як сімферопольські ультрас підтримали Майдан, вони почали отримувати погрози, міліція розповсюдила їхні персональні дані, по місту розповсюджували листівки, у яких фанів називали «злочинцями», які діють за сприяння «американських спецслужб». Після російської анексії деяким фанатам довелося виїхати на материкову частину України, а деякі залишилися в Сімферополі (представники угрупування White Boys), але не стали підтримувати інший сімферопольський клуб, ТСК, що виступав у 2014 році в російських турнірах.
Найміцніша дружба була з уболівальниками ФК «Севастополь» — братання, спільні марші та акції. Добрі стосунки підтримували з фанами «Динамо», «Дніпра» та «Кривбаса», а найпринциповішими суперниками були фанати «Арсенала», «Іллічівця», «Ворскли», «Чорноморця» та запорізького «Металурга». З лютого 2014 року діє всеукраїнське фанатське перемир'я.

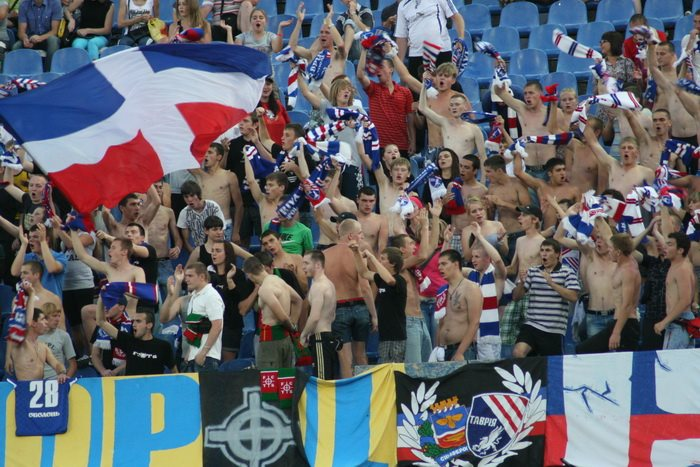
У домашній грі (2011)
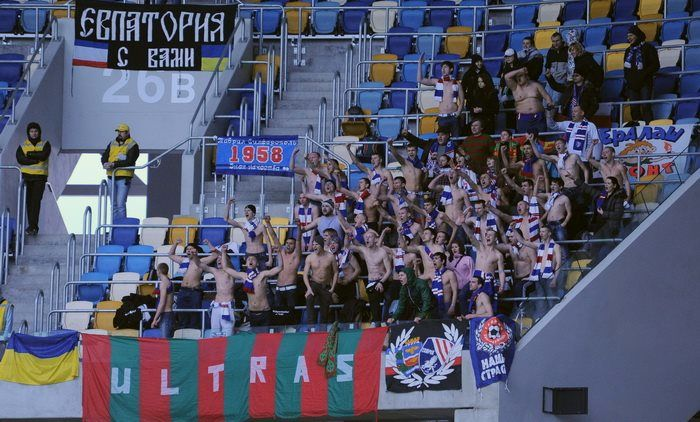
На виїзді у Львові (2012)

### Відвідування
Відвідуваність домашніх матчів «Таврії», середня кількість глядачів на грі чемпіонату країни впродовж сезону:
- Синій колір — вища ліга;
- Сірий — перша ліга;
- Червоний — друга ліга.

## Емблеми
Клубна емблема кілька разів видозмінювалася. На сучасній емблемі — щит, на якому зображено Грифона (міфічну істоту з крилами і дзьобом орла та тілом лева), по три червоні та білі смуги, а також написи «СПОРТИВНИЙ КЛУБ», «ТАВРІЯ», «СІМФЕРОПОЛЬ», «1958». Емблему затверджено у 2005 році.

Емблема в 2005—2014 роках і з 2016 року
Емблема в 1992—1993 роках
Емблема у 80-их роках XX ст.